# Севастополь (Індіана)
Севастополь (англ. Sevastopol) — некорпорована громада у містечку Франклін, округ Костюшко, штат Індіана, США.

## Історія
Севастополь був закладений в 1855 році. Його назвали на честь облоги Севастополя (1854–55). У 1858 році в Севастополі було відкрито поштове відділення, яке діяло до припинення діяльності в 1902 році.

## Географія
Севастополь розташований у крайньому південно-західному кутку повіту, в п'яти милях від Ментоне, в семи від Буркета і в 15 від Варшави, центру повіту.